# 被害者
被害者（ひがいしゃ）とは「犯罪により害を被った者」（刑事訴訟法230条）および事件・事故・災害などにおいて害を被った者。
自然災害を被った者については「被災者」に記述。

## 被害者の権利

### 親告罪における権利（告訴権）
告訴権とは、犯罪の被害者が、加害者に対する処罰を求める権利である。
犯罪の中には、刑事裁判を行うにあたって被害者の告訴が必要なもの（親告罪）がある。これらの犯罪は、「事件を公にすることで被害者の不利益につながる恐れがあるもの（例：名誉毀損罪）」、「軽微な被害が想定されているもの（例：器物損壊罪）」などがあり、それらについては被害者が自己の都合で加害者に対する処罰を求めるかどうかを決めて良いことになっている。親告罪では、被害者による告訴権の行使が必要である。
親告罪以外についても、被害者は告訴をすることができる（親告罪以外では、告訴がなくても検察が裁判を起こすことは可能）。この場合、被害者の告訴があれば、裁判とするかどうかの判断や判決の量刑などに影響する場合がある。

### 訴訟上の諸権利
被害者には、前述の告訴権（刑事訴訟法230条）に加え、以下の権利がある。
- 公判手続の傍聴申出権（犯罪被害者等の権利利益の保護を図るための刑事手続に付随する措置に関する法律2条）
- 公判記録の閲覧及び謄写申出権（同法3条）
- 意見陳述申出権（刑事訴訟法292条の2）

なお、これらに関わる検察官の判断（不起訴の判断を含む）の理由についても、被害者はその通知・告知を受ける権利がある。

### 被害者の承諾
なお、刑法上、被害者の承諾があることによって、犯罪とはならなくなるものがある。たとえば、医師による手術行為は外形上傷害罪の構成要件に該当するが、被害者の同意がある場合には、傷害罪となることはない（事例によっては推定的同意が認められるかどうか問題になる）。殺人罪も、被害者の同意があると成立しないが、一方で同意殺人罪が成立する。13歳未満に対する強姦罪や強制わいせつ罪は、被害者の承諾があっても犯罪の成否に影響しない。なお、判例は保険金詐欺や指つめなどの事例について傷害罪の成立が問題となったケースで、法益の侵害について被害者の同意があるにもかかわらず、傷害罪の成立を肯定した。刑法学上の議論の詳細は被害者の承諾や社会的相当性の項目を参照。また、被害者の承諾があるのにないと誤信した場合、未遂罪として処罰されることもありうる（無差別殺人を行ったが、被害者本人が殺されることに同意していた場合等）。

### 損害賠償請求権
日本の民法で不法行為（709条）の成立要件を満たす場合や、加害者の行為が債務不履行に該当する場合は、それぞれ損害賠償請求権が被害者に成立する。ただ、これらは金銭賠償が原則であり、かつ加害者側の資力に依存するものなので、被害の性質や多寡によっては十分でないことが多い。

## 被害者の支援・救済

### 欧米
スウェーデンには100人以上、ノルウェーには60以上の職員を擁する被害者支援の国家機関があり、国民総背番号制を利用して加害者の財産を補償に充てるなどワンストップで対応している。ドイツは1976年に犯罪被害者補償法を制定し、非営利団体「白い環」が全国に約400の支部と約3000人の職員を配して被害者を支援している。アメリカ合衆国では1975年に設立された民間の非営利組織「全米被害者支援機構」（NOVA）が活動している。

### 日本
日本の刑事司法において、犯罪被害者やその家族は長らく軽視されてきたが、2004年に犯罪被害者等基本法が制定された。各地に犯罪被害者支援センターが設けているが、全国組織の全国被害者支援ネットワークによると予算・人員とも不十分であり、基本法が促す被害者支援条例が制定済み（2021年4月1日時点）なのは32都道府県で、市町村を含めても空白の県も5つある。

#### 被害証明支援
交通事故被害については、自動車損害賠償保障法等に基づく任意保険会社への異議申立制度や自賠責保険会社への被害者請求制度、また自賠責保険・共済紛争処理機構の調停制度などの行政手続が設けられている。申立書類作成には知識も求められるが、行政書士への依頼が可能である。
人身被害・傷害については、医療機関が診断書や意見書を作成する。
災害の家屋被害については、各市区町村が被災者の申請により家屋などの被害の状況を調査して、「全壊」「大規模半壊」「半壊」などの被害の程度の認定を行い、罹災証明書を発行する。火災や風害、水害、地震などで被災した家屋などの被害の程度が証明できる。

#### 被害者の経済的救済
被害者の経済的救済として、犯罪被害者等給付金の支給等による犯罪被害者等の支援に関する法律に基づく、犯罪被害者等給付金が支給される。条件は以下のとおりであるが、ケースバイケースである。現在、遺族給付金で最高1,573万円、障害給付金で最高1,849.2万円が支給される。もっとも、労災などの公的給付や損害賠償を受け取った場合は、受け取った価額の限度で減額される場合があり、実際の支給額はこれより更に下回るのが通常で遺族給付金の平均受給額は約400万円程度である。
支給条件
日本国内（日本船舶、日本航空機内を含む）で人の生命又は身体を害する罪に当たる行為（緊急避難や責任能力を有しない者によるものを含む）で死亡、重傷病又は障害を被った者と、その遺族が対象となる。
また、海外で犯罪被害に遭った場合には補償を受け取れないなどの問題があったが、2016年（平成28年）11月30日からは、国外犯罪被害弔慰金等の支給に関する法律に基づき、海外での犯罪行為により死亡した日本国民の遺族や重障害が残った日本国民に国外犯罪被害弔慰金や国外犯罪被害障害見舞金が支給されることとなった。ただ、障害見舞金の支給の条件が「両眼の失明」や「両下肢を膝関節以上で失う」などと厳しく、また支給される額も100万円と少額であるなどの課題も残された。
ほかにも、被害者等給付金を受け取っていた被害者が、後遺症が残っているとして生活保護を受けているケースで、被害に関する講演の謝礼を収入と見做され、福祉事務所から返還を求められたケースもあり、有識者からは、給付制度の脆弱性を生活保護で補うことの問題点と、持続的な保証制度の創設を求める声がある。

#### 被害者のメンタルケア
犯罪被害者のメンタルケアなどに関しては、十分とはいえないものの、徐々に制度が整えられつつある。各都道府県に設置されている被害者支援センターなどにおいて支援が展開されている。
犯罪被害者のPTSD（心的外傷後ストレス障害）の有病率は高く、その予防や回復の支援が求められている。共感と傾聴をベースに、トラウマインフォームドケアに基づく支援が提供されることが重要であり、症状化しているときは、持続エクスポージャー療法やEMDR、トラウマ・フォーカスト認知行動療法などの心理療法も有効である（「PTSD#治療」も参照）。
また、より多くの被害者に有効な援助を届けるために、被害者の身近な関係者や援助者（家族や教師、保健師など）に向けて、PTSDの知識や対応法を伝える研修活動を行うことも有意義である。同時に、関係者や援助者もショックを受けていたり傷つきを体験していたりすることもあるため、彼らへのケアも重要である。

## 被害者の人権保護
被害者に対する人権保護については色々な社会的議論がある。

### 加害者・被疑者の人権保護とのバランス
しばしば問題視されてきたのが「被疑者（加害者を含む）に対する人権保護」とのバランスである。たとえば犯罪加害者・容疑者、特に未成年者に対しては顕名報道が避けられる方向になってきているにもかかわらず（未成年被疑者については原則禁止）、死亡した被害者については実名報道が原則とされてきたことなどである。
近年、死刑判決が増加しているのは法廷で遺族の意見陳述が認められたことにより裁判官も遺族感情を無視できなくなったからだとする指摘がある。
日本弁護士連合会の調査によると少年事件の法廷で、被害者・遺族が感情的になり被疑者である少年に暴言を吐いたり暴行を加えたりする事例が報告され、少年の更生への悪影響を懸念する声がある。
犯罪の捜査や裁判、報道において冤罪が起きた場合は、一時は加害者と目された人が冤罪の被害者となる。

### 固定的な被害者像の流布
「この手で殺したい」「極刑（死刑）を望む」といった遺族の声を繰り返しアナウンスすることに対して、森達也は、死刑の制度の問題として論じるべきことが感情の領域に持っていかれて「こんなひどいことをした奴は死刑で当然」という声に覆われてしまうと批判している。

### 犯罪立証と被害者
裁判においては、被害を直接体験した被害者による具体的被害証言なくして有罪に持ち込むことができない件も少なくなく、この場合、被害者は犯罪被害状況をつぶさに思い出しながら、公開法廷にて証言しなければならない（回答を拒否したり、曖昧な証言しかできなかったりする場合、信用性が低いと見なされ、真犯人であっても有罪にできないことが起こり得る）。また、罪を免れたいあまり、被害者に責任を被せるような発言をする被告人もいる。
他方で、被害者の誤った証言によって被害者が冤罪加害者となってしまう例や、被害者への配慮として無罪の証拠となるべき重要な被告人供述を録取しないなどの事態もあり、被害者保護のための手法が冤罪をもたらす方向に流れることを危惧する意見もある。

#### 被害者の氏名情報の扱い
最近では、警察発表で被害者の氏名が伏せられることも増えてきている。2005年には大規模な鉄道事故のケースで警察側がマスメディアへの発表に同意した被害者の氏名のみを発表したというケースがあり、改めて大きな議論を巻き起こした。個人情報保護法の全面施行の直後だったということもあり、被害者の氏名情報の扱いについて警察や病院など多方面に迷いが見られたことも、混乱を加速した。このケースでは、マスメディアの側が猛烈に反発し全面公開を要求したが、最後まで拒否されている。
こういった混乱を受けて、2005年10月には日本新聞協会が「（氏名を報じるかどうかは報道機関が判断するので）警察は被害者の氏名を報道機関に対しては開示すべきである」との意見書を内閣府に提出した。
しかし、「未成年者犯罪などについて『報道の自由』を掲げて氏名報道を強行する報道機関がある」「大きな事件では被害者や被害者家族・遺族に対する取材競争が過熱することが珍しくない」「被害者をことさらおとしめるような報道がなされる場合がある」といった問題点がこれまでにも指摘されてきた。
海外の例では2019年、アメリカ合衆国テキサス州で発生したミッドランド銃乱射事件（7人死亡）では、警察側は被害者の氏名の発表を行わなかった。

## 法律
日本
- 犯罪被害者等基本法
- 犯罪被害者等給付金の支給等に関する法律
- 犯罪被害者等支援条例
- 被害者特定事項 - 被害者を特定できる情報。刑訴法290条の2によって、被害者へ害が及ぶなどで特定の事件においては公開は許可されない。
- 修復的司法 - 被害者と加害者と各家族を含む関係者一同が参加して、どのようにしていくかを話し合う活動。

アメリカ
- Victims of Crime Act of 1984（英語版）
- Crime Victims' Rights Act（英語版） - 2004年、被告人から保護される権利。裁判などで不当な扱いを受けない権利など。

ヨーロッパ
- Directive 2012/29/EU

## 支援組織
日本
- 全国犯罪被害者の会

「犯罪被害者の権利確立」「被害回復制度の確立」「被害者の支援」を柱に、2000年1月23日第1回シンポジウム「犯罪被害者は訴える」を通して結成された。初代代表幹事は弁護士であり、自らも妻を殺害された岡村勲。通称は、「あすの会」
アメリカ
- National Center for Victims of Crime（英語版）
- National Crime Victim Law Institute (NCVLI)
- National Alliance of Victims' Rights Attorneys (NAVRA)
- National Organization for Victim Assistance (NOVA)
- Rise (non-governmental organization)（英語版） - 性被害

イギリス
Victim Support